# Němčice nad Hanou (archeologické naleziště)
Němčice nad Hanou (archeologické naleziště), poloha "Zadní dlátko", je významná archeologická lokalita doby laténské na Moravě. Nachází se v okrese Prostějov v Olomouckém kraji.

## Historie
Naleziště, ležící na rozhraní katastrů Němčic nad Hanou a Víceměřic (na katastru Víceměřic je to trať „Kratiny“) a známé již poměrně dlouho jako celkem nevýrazná lokalita doby laténské, je dokladem toho, že i dnes jsou možné skvělé a překvapivé objevy. Roku 1892 zde byla nalezena stříbrná tetradrachma pocházející z území dnešního jižního Maďarska, na počátku minulého století pak odtud shromáždili početné nálezy především keramiky A. Telička, I. L. Červinka a A. Gottwald. Teprve dlouholetým sběratelským úsilím amatérských zájemců o historii však byly získány početné kolekce nekeramických nálezů, které podávají svědectví o skutečném významu naleziště.

## Nálezy a datování
Pro přesné datování lokality je nejdůležitější asi sto bronzových a železných spon či jejich zlomků, které ukazují, že sídliště vzniklo již někdy na počátku 3. století př. n. l. a vrchol jeho existence náležel posledním desetiletím téhož století. Nálezy dále dokládají intenzivní metalurgickou výrobu – dokladem toho jsou zlomky surového bronzu, jeho slitky i polotovary výrobků, svědčících mimo jiné o místním zhotovování svérázného typu bronzových řetězových opasků, které byly distribuovány na poměrně značnou vzdálenost. Nálezy skloviny, polotovarů a výrobního odpadu naznačují i výrobu drobných skleněných korálků. Významným nálezem je část hliněné destičky na výrobu mincovních střižků, z nichž se dále razily mince. Na lokalitě se vyráběly drobné stříbrné mince s obrazem koníčka na rubu (typ Roseldorf), které zde byly také v hojném počtu nalezeny. Jsou zde zastoupeny i na našem území běžné bójské ražby zlatých mincí různých typů. Dálkové obchodní styky obyvatel sídliště, ležícího na strategickém místě přibližně ve středu Moravy, v blízkosti obchodní trasy známé později jako Jantarová stezka, dokládají dále na Moravě poměrně dosud nepočetné římské republikánské bronzové mince a několik řeckých a dokonce i egyptských mincí. (V muzejních sbírkách je uloženo na 500 exemplářů, x-násobný počet, získaný nelegálními sběry za pomoci detektorů kovů se nachází u soukromých sběratelů.) Doloženy jsou také styky s bližším jihovýchodním sousedstvím na území dnešního Rakouska a Maďarska, odkud pocházejí nálezy částí emailem zdobených bronzových opasků, některé typy spon či skleněných náramků. Asi pět set zlomků různých typů skleněných náramků představuje dosud největší kolekci na moravském území. Na vysokou prosperitu sídliště ukazují i drobné bronzové antropomorfní a zoomorfní plastiky, železné nástroje, zbraně a různá stavební kování. Zda by mohlo jít skutečně o keltské oppidum, musí samozřejmě teprve potvrdit budoucí průzkum zaměřený především na prokázání opevnění lokality; ta je v každém případě situována na strategicky výhodné vyvýšené poloze a rozkládá se na ploše kolem 35 ha. Nálezy dokládají, že jde neobyčejně důležité výrobní a obchodní centrum zřejmého nadregionálního významu. Jeho vznik je možno klást s určitou opatrností již do středolaténského stupně LT C1, je tedy poněkud starší, než známé (asi 40 km vzdálené) oppidum na Starém Hradisku; dá se říci, že osídlení na oppidu Staré Hradisko začíná zhruba v té době, kdy na němčické lokalitě končí. Předběžné vyhodnocení nálezů ukazuje na zřejmé silné kontakty a orientaci lokality na jihovýchod.